# Joe Rokocoko

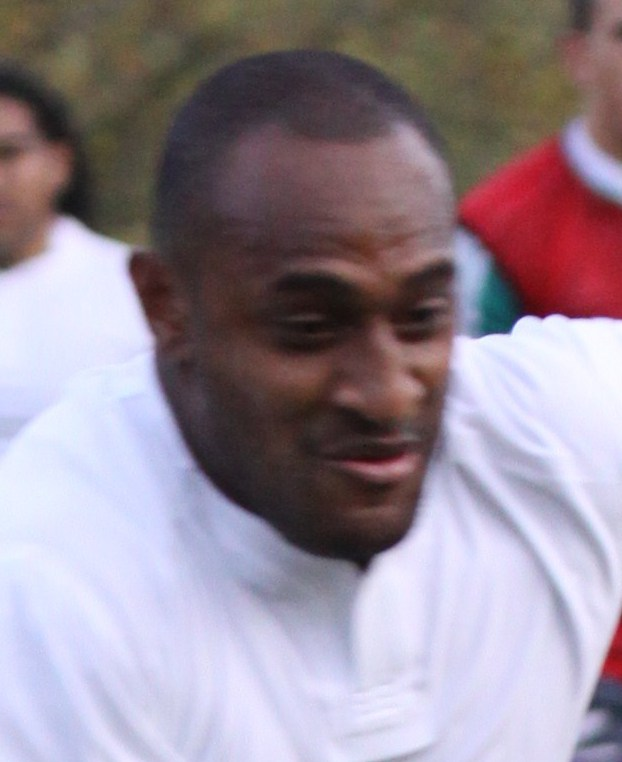
Imagem de Joe Rokocoko.

Josevata Taliga "Joe" Rokocoko (Nadi, Fiji, 6 de Junho de 1983) é um jogador de râguebi neozelandês de origem fijiana. Actua como ponta. É reconhecido pela sua velocidade e força, que lhe têm valido uma enorme quantidade de ensaios.
Joga presentemente no Aukland Rugby Union. É internacional pela Selecção Nacional da Nova Zelândia desde 2003, tendo jogado nas fases finais do Campeonato do Mundo de Râguebi, em 2003 e 2007. Rokocoko conta actualmente com 60 jogos pelos All Blacks, com 46 ensaios e 225 pontos.